# 皮斯科帕塔山
14°02′31″S 70°53′59″W / 14.04194°S 70.89972°W
皮斯科帕塔山（Piscopata），是秘魯的山峰，位於該國東南部庫斯科大區，由坎奇斯省的切卡庫佩區負責管轄，屬於韋爾卡努塔山脈的一部分，海拔高度5,037米。